# Dorfkirche Leibchel

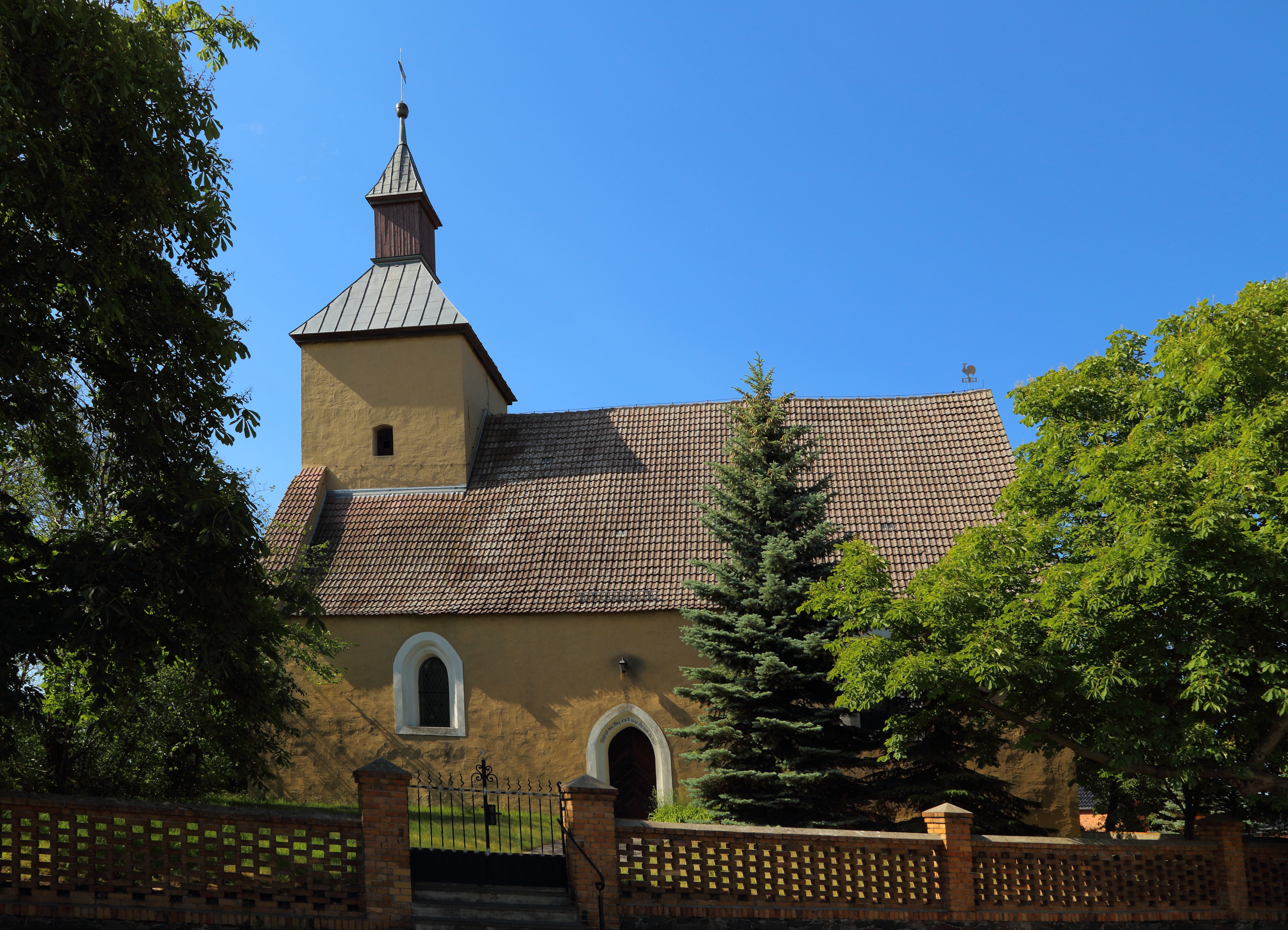
Dorfkirche Leibchel (2015)

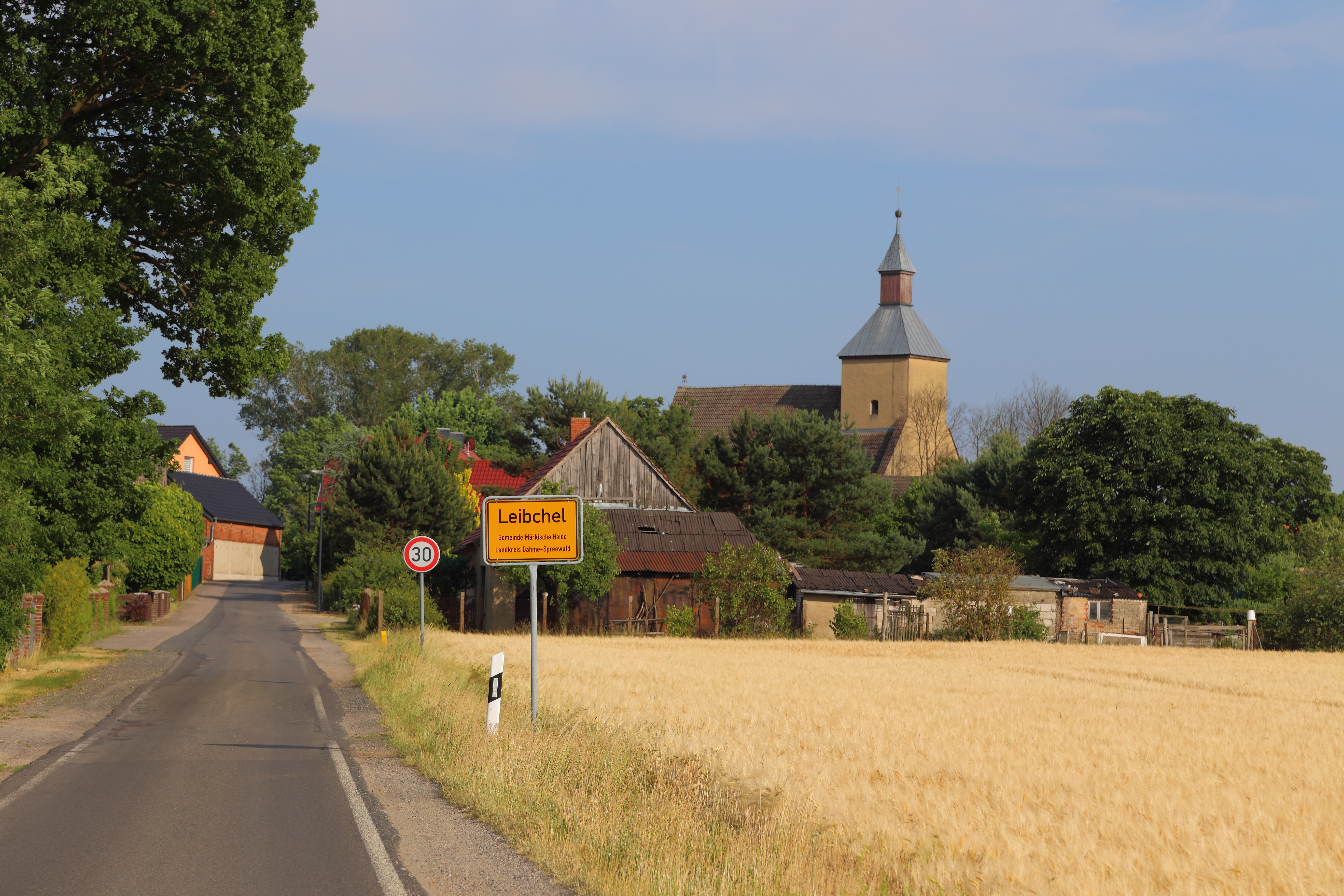
Kirche im Leibcheler Ortsbild (2015)

Die Dorfkirche Leibchel ist das Kirchengebäude im Ortsteil Leibchel der Gemeinde Märkische Heide im Landkreis Dahme-Spreewald in Brandenburg. Sie gehört der evangelischen Hoffnungskirchengemeinde Groß Leuthen und Umland im Kirchenkreis Niederlausitz, der Teil der Evangelischen Kirche Berlin-Brandenburg-schlesische Oberlausitz ist, und steht unter Denkmalschutz.

## Architektur und Baugeschichte

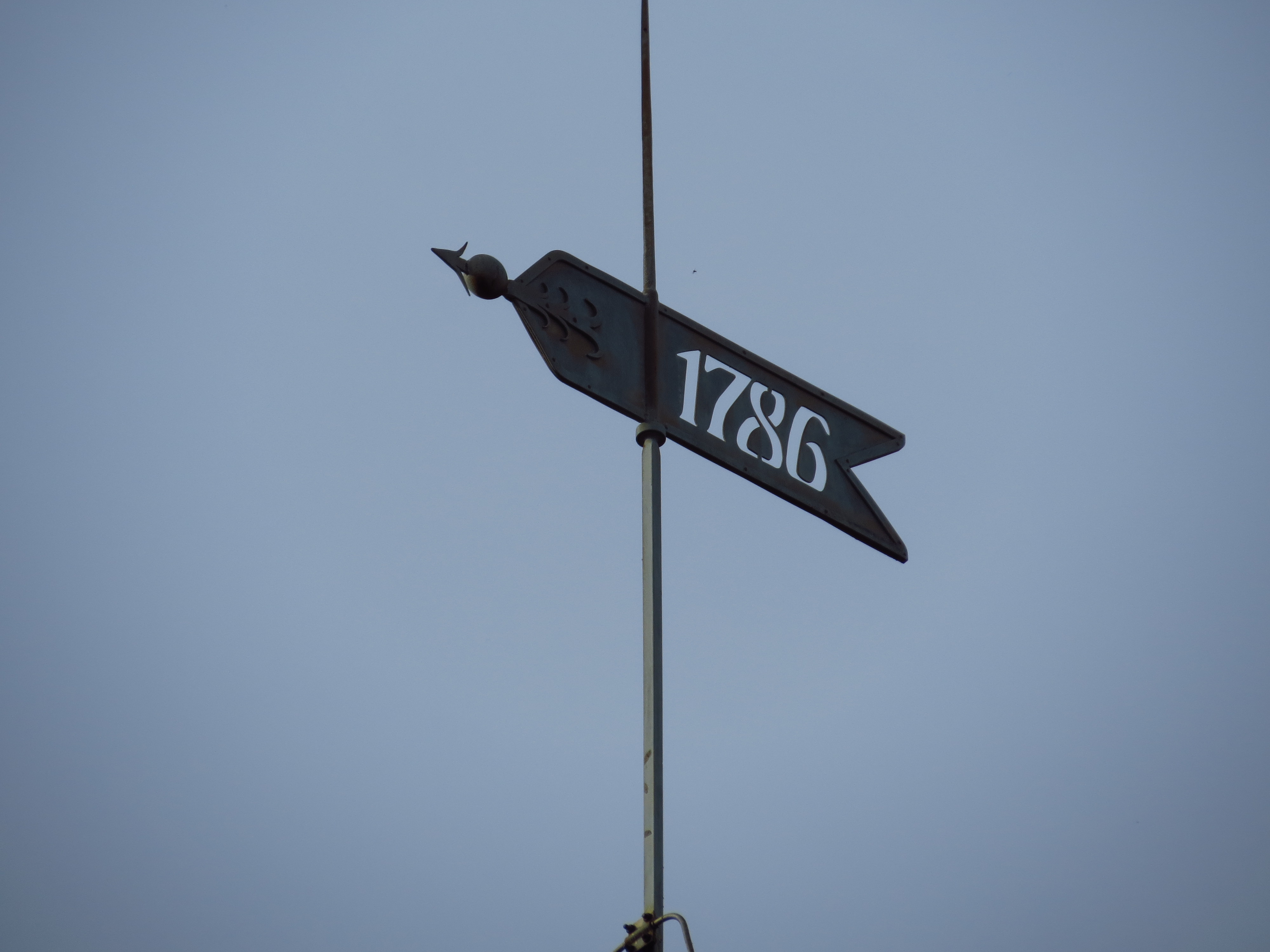
Windfahne auf dem Dachturm (2015)

Die Leibcheler Dorfkirche wurde im 15. Jahrhundert errichtet. Die Kirche ist ein spätgotischer Saalbau aus Feldsteinen, der nachträglich verputzt wurde. Von den Öffnungen sind noch ein gedrungenes Fenster am Ostschluss sowie das spitzbogige Südportal im originalen Zustand erhalten. Im Jahr 1786 wurde die Kirche umgebaut, dabei wurde der quadratische Dachturm aus Backstein ergänzt und die restlichen Fensteröffnungen verändert. Auf dem Turm befindet sich ein Pyramidendach mit einem hölzernen Aufsatz. Auf dem Turmdach befindet sich eine Windfahne, auf der das Baujahr des Turms datiert ist. Im Jahr 1979 wurde die Kirche umfassend saniert.
Der Kircheninnenraum ist flach gedeckt. Der Turm wird durch zwei schwere Pfeiler abgestützt, dazwischen befindet sich eine Empore. Zur Ausstattung der Kirche gehört ein schlichter barocker Kanzelaltar aus dem 17. Jahrhundert. In der Predella des Altars ist das Abendmahl Jesu abgebildet. Der Taufengel stammt aus dem 18. Jahrhundert, dabei handelt es sich um eine einfache Schnitzarbeit, die im Jahr 1992 ergänzt und übermalt wurde. Dieser befindet sich neben dem Altar. Seit der Sanierung hält er einen flachen Holzteller in der Hand, vorher befand sich dort vermutlich ein Blätterkranz. Seit seiner Restaurierung kann der Taufengel nicht mehr genutzt werden.

## Kirchengemeinde
Im 19. Jahrhundert war Leibchel eine Filialkirche der Dorfkirche Trebatsch und somit der Superintendentur in Beeskow unterstellt. Neben dem Dorf Leibchel war noch die Siedlung Neukrug nach eingepfarrt nach Leibchel. Bis 1945 gehörte die Gemeinde zur Evangelischen Landeskirche der älteren Provinzen Preußens und danach zur Evangelischen Kirche in Berlin-Brandenburg. Bis spätestens 1986 erfolgte die Umgliederung von Leibchel aus dem Pfarrsprengel Trebatsch in den Pfarrsprengel Groß Leuthen und somit in den Kirchenkreis Lübben-Calau. Am 1. März 1998 schlossen sich die Kirchenkreise Lübben-Calau und Luckau zu dem neuen Kirchenkreis Lübben zusammen.
Am 1. Juli 2008 schlossen sich die Kirchengemeinden Groß Leine, Groß Leuthen, Krugau, Kuschkow, Leibchel, Mittweide, Pretschen, Wittmannsdorf und Zaue zum Pfarrsprengel Groß Leuthen-Zaue zusammen. Dieser gehört seit 2010 zum Kirchenkreis Niederlausitz. Die Kirchengemeinden Groß Leine, Groß Leuthen, Krugau, Kuschkow, Leibchel, Pretschen und Wittmannsdorf bilden heute die Hoffnungskirchengemeinde Groß Leuthen und Umland.